# Neogyna
Neogyna là một chi thực vật có hoa trong họ, Orchidaceae.